# أحمد الكحلاوي
أحمد محمد مرسي عبد اللطيف الكحلاوي منشد ديني مصري، وهو ابن الفنان المصري والمنشد الديني الملقب بشيخ المداحين محمد الكحلاوي وأخته الداعية الدكتورة عبلة الكحلاوي وأخوه الدكتور محمد الكحلاوي أستاذ العمارة الإسلامية، لديه ابنتان هما زينب وفاطمة الزهراء. وهو قائد لأوركسترا والده.
بعد وفاه والده محمد الكحلاوي سافر أحمد إلى أوروبا ليغني أغاني والده البدوية والرومانسية وعاد إلى مصر في أواخر التسعينيات وقام بعمل فرقة كبيرة وعمل بوزارة الثقافة وما زال منذ عشر سنوات يقدم العطاء وحصل بعد ذلك على الدكتوراه الفخرية ولُقِّب شيخ مداحي رسول الله وأصبح له جمهوره ومن أشهر أعماله: في مسرح البالون بالعجوزة، وعد إلينا يا محمد في سيرة الحبيب، وضموا الأيادي يا مؤمنين، وإلا رسول الله وهي في حياة الرسول صلى الله عليه وسلم، ويا حبيبي يا رسول الله. ومن أشهر مدائحه في حضرة النبي محمد: (إلا رسول الله - نور النبي هل علينا - يا رسول الله يا سندي - لجل النبي، لوالده - عليك سلام الله، لوالده - خليك مع الله، لوالده - البردة للبوصيري كاملة - صلى الله على محمد - صلي يا رب وسلم على النبي طه السعيد - يا أبا الزهراء وجد الحسنين - زهراء يا زهرة المصطفى - قولوا ما بدالكم قولوا - صلوا على محمد - يآل بيت النبي - على قدري -إن جبرتم كسر قلبي).